# Olympische Sommerspiele 1988/Teilnehmer (San Marino)
| Gelbes Symbol für Goldmedaillen mit stilisierten Olympischen Ringen | Graues Symbol für Silbermedaillen mit stilisierten Olympischen Ringen | Braundes Symbol für Bronzemedaillen mit stilisierten Olympischen Ringen |
| ------------------------------------------------------------------- | --------------------------------------------------------------------- | ----------------------------------------------------------------------- |
| —                                                                   | —                                                                     | —                                                                       |

San Marino nahm an den Olympischen Sommerspielen 1988 in Seoul, Südkorea, mit einer Delegation von elf Sportlern (allesamt Männer) teil.

## Teilnehmer nach Sportarten

### Gewichtheben
- Paolo Casadei
Leichtgewicht: Wettkampf nicht beendet

### Judo
- Alberto Francini
Superleichtgewicht: 20. Platz

- Leo Sarti
Halbleichtgewicht: 20. Platz

- Franch Casadei
Mittelgewicht: 19. Platz

### Leichtathletik
- Dominique Canti
100 Meter: Vorläufe

- Manlio Molinari
800 Meter: Vorläufe

### Schießen
- Gian Nicola Berti
Trap: 33. Platz

- Alfredo Valentini
Trap: 33. Platz

### Schwimmen
- Michele Piva
50 Meter Freistil: 63. Platz
100 Meter Freistil: 69. Platz
100 Meter Brust: 56. Platz

- Filippo Piva
50 Meter Freistil: 66. Platz
100 Meter Freistil: 71. Platz
100 Meter Rücken: 48. Platz

### Segeln
- Giovanni Conti
Windsurfen: 42. Platz